# Johannes Richardy
Johannes Richardy eigentlich: Johannes Richter (* 13. Juni 1878 in Leipzig; † 20. Mai 1955 in Berlin) war ein deutscher Komponist von Unterhaltungsmusik. Bekannt wurde er unter anderem durch seine heute von Salonorchestern noch gespielte Harlekin-Polka.

## Kompositionen
- Harlekin-Polka
- Venezianische Gondoliera op. 48
- Mamsell Übermut, Operette in einem Akt T.: C. Klinger und H. Friedberg, C. Rühle, Leipzig 1912
- Ein Deutsches Kaiserwert: Lied für eine Singstimme mit Klavier- oder Orchesterbegleitung, Vetter, 1914
- Das Mägdelein aus den Argonnen: Lied für eine Singstimme mit Begleitung op. 101, Vetter, 1915
- Der Jäger aus der Pfalz, eine lustige Volksoperette in 3 Aufzügen, T.: Hermann Marcellus, Gustav Richter, Leipzig 1921
- Wenn zwei sich das Nestchen fertig gebaut, Leipzig 1921